# Lubov Gazov
Lubov Gazov, est une gymnaste aérobic autrichienne, née le 6 mars 1989 à Sofia, en Bulgarie.

## Biographie
Elle grandit à Linz où elle est arrivée un mois après sa naissance en Bulgarie.

## Palmarès

### Jeux mondiaux
- Jeux mondiaux de 2013, à Cali, (Colombie)
  -  Médaille de bronze en Solo

### Championnats du monde
- 2012 à Sofia, Bulgarie
  -  en Solo[2]
- 2013 à Cancùn, Mexique
  -  Médaille d'or en Solo[3]

### Championnats d'Europe
- 2013 à Arques, France
  -  en Solo